# Liolaemus huacahuasicus
Liolaemus huacahuasicus  es una especie de lagarto vivíparo en la familia Iguanidae, endémica de Argentina.